# Кудрявцев, Александр Алексеевич
Александр Алексеевич Кудрявцев (1862—1893) — русский педагог и историк, писатель, драматург.
Родился 28 сентября (10 октября) 1862 года в Воронеже. Начал обучаться в Воронежской гимназии, с 1873 года учился в 6-й московской гимназии, которую окончил в 1880 году с золотой медалью, проявив особые успехи в изучении истории. В том же году поступил на историко-филологический факультет Московского университета. Во время обучения Кудрявцев был редактором-издателем журналов «Рассвет» (1878—1879) и «Игривые разноцветные вспышки» (1882—1883). В последнем помещал свои стихи, рассказы, очерки, пьесы под псевдонимом Ал. Размываев. Одну из пьес представил на суд А. Н. Островского. Окончил университет 20 декабря 1884 года в степени кандидата за сочинение «Ликург и средневековое миросозерцание», что дало ему право «получения свидетельства на звание учителя гимназии и прогимназии по предметам исторических наук без особого испытания».
С 1885 года внештатно преподавал историю и географию в гимназических классах Лазаревского института восточных языков, затем стал штатным учителем и классным наставником. В 1887 году А. А. Кудрявцев получил профессорское звание по кафедре всеобщей истории московского университета. В качестве депутата от учебного округа он присутствовал на выпускных экзаменах по истории в московской консерватории.
В 1889 году был награждён орденом Св. Станислава 3-й степени. В сентябре 1890 года за выслугу лет был произведён в надворные советники и избран на должность секретаря педагогическим совета гимназических классов Лазаревского института восточных языков.
Рассказы, повести, романы Кудрявцева под псевдонимом А. Воронежский публиковались в литературных журналах и отдельными изданиями; его пьесы успешно шли на сценах московских театров.
Был женат, с 6 июня 1884 года, на дочери швейцарского подданного Екатерине Яковлевне Фрауенфельдер, от брака с которой имел сына Всеволода (род. 8 мая 1885) и дочь Наталью (род. 10 ноября 1886).
Умер на 31 году жизни, 8 (20) марта 1893 года. Отпевание Кудрявцева прошло в храме Николы Явленного на Арбате, похоронен он был на кладбище Новодевичьего монастыря. Заботу о его детях и жене взял на себя самый близкий университетский друг А. А. Кизеветтер, который в 1894 году стал мужем Е. Я. Кудрявцевой.